# Гояния
Гоя́ния (порт. Goiânia) — город и муниципалитет в Бразилии, столица штата Гояс. Составная часть мезорегиона Центр штата Гойас. Находится в составе крупной городской агломерации Агломерация Гояния. Входит в экономико-статистический микрорегион Гояния. Население составляет 1 536 097 человек на 2020 год. Занимает площадь 728,841 км². Плотность населения — 2107,6 чел./км².
Город расположен в 209 км от Бразилиа, в 926 км от Сан-Паулу и в 1338 км от Рио-де-Жанейро.

## История
Город основан 24 октября 1933 года.
В 1987 году в Гоянии из-за недостаточного контроля за медицинским источником радиации произошёл инцидент с радиоактивным заражением, в результате которого 4 человека погибли, а ещё несколько получили хроническую лучевую болезнь.

## Статистика
- Валовой внутренний продукт на 2005 год составляет 13 354 065 000 реалов (данные: Бразильский институт географии и статистики).
- Валовой внутренний продукт на душу населения на 2005 год составляет 11 119,00 реалов (данные: Бразильский институт географии и статистики).
- Индекс развития человеческого потенциала на 2000 год составляет 0,832 (данные: Программа развития ООН).

## Транспорт
В 8 километрах от центра города расположен международный аэропорт Санта-Женевьева.

## Города-побратимы
Гояния является городом-побратимом следующих городов:
- Идар-Оберштайн, Германия
- Белен, Бразилия
- Манаус, Бразилия
- Уберландия, Бразилия
- Гротте-ди-Кастро, Италия
- Лион, Франция
- Баркисимето, Венесуэла
- Гвадалахара, Мексика
- Париж, Франция
- Сиэтл, США

## География
Климат местности: субэкваториальный.
| Показатель              | Янв. | Фев. | Март | Апр. | Май  | Июнь | Июль | Авг. | Сен. | Окт. | Нояб. | Дек. | Год  |
| ----------------------- | ---- | ---- | ---- | ---- | ---- | ---- | ---- | ---- | ---- | ---- | ----- | ---- | ---- |
| Средний максимум, °C    | 29,2 | 29,4 | 30,1 | 30,0 | 29,1 | 28,7 | 28,9 | 31,2 | 31,9 | 31,0 | 29,7  | 28,9 | 29,8 |
| Средняя температура, °C | 23,8 | 23,8 | 23,9 | 23,6 | 22,1 | 20,8 | 20,8 | 22,9 | 24,6 | 24,6 | 24,0  | 23,5 | 23,2 |
| Средний минимум, °C     | 19,7 | 19,7 | 19,5 | 18,5 | 16,0 | 13,7 | 13,2 | 15,0 | 18,1 | 19,5 | 19,6  | 19,7 | 17,6 |
| Норма осадков, мм       | 270  | 213  | 209  | 120  | 36   | 9    | 6    | 12   | 47   | 170  | 220   | 258  | 1570 |
| Источник: World Climate |      |      |      |      |      |      |      |      |      |      |       |      |      |